# Zanikanje holokavsta
Zanikanje holokavsta je ideja, da se holokavst bodisi ni nikoli zgodil, bodisi so števila mrtvih oziroma opisi holokavsta pretirani. Zanikanje holokavsta obsega tudi trditve, da so uničevalna taborišča v resnici bila delovna taborišča in da nacistične oblasti niso bile povezane z množičnim uničevanjem Judov.
Ker zanikovalci holokavsta trdijo tudi, da so si holokavst Judje izmislili, da bi si pridobili podporo za ustanovitev Izraela, je zanikanje holokavsta večinoma smatrana kot antisemitistična teorija zarote.
Zanikovalci holokavsta sami sebe večinoma opisujejo kot »revizioniste zgodovine«. Zanikanje holokavsta ima podporo v različnih organizacijah po svetu, čeprav je v nekaterih državah nezakonito.

## Zakonitost
Kazenski zakonik RS (KZ-1, 2008) v 297. členu opredeljuje več vrst kaznivih dejanj, med katerimi je tudi "zanikanje, zmanjševanje pomena, odobravanje, omalovaževanje, smešenje ali zagovarjanje genocida, holokavsta, hudodelstev zoper človečnost, vojnih hudodelstev, agresije ali drugih kaznivih dejanj zoper človečnost." Zagrožena je kazen zapora do dveh let.

## Pomembni zanikovalci
- Maurice Bardèche
- Bobby Fischer